# Карасу (Кордайский район)
Карасу (каз. Қарасу, до 199? г. — Чёрная Речка) — село в Кордайском районе Жамбылской области Казахстана. Административный центр Карасуского сельского округа. Находится примерно в 17 км к востоку от районного центра, села Кордай. Код КАТО — 314843100.

## Население
В 1999 году население села составляло 3208 человек (1555 мужчин и 1653 женщины). По данным переписи 2009 года, в селе проживали 3504 человека (1740 мужчин и 1764 женщины).